# Pachypappa rosettei
Pachypappa rosettei är en insektsart som först beskrevs av Linda Resnick Maxson 1934.  Pachypappa rosettei ingår i släktet Pachypappa och familjen långrörsbladlöss. Inga underarter finns listade i Catalogue of Life.